# Мюнхгаузен (фильм)
«Мюнхга́узен» (нем. Münchhausen) — немецкий художественный фильм 1943 года, ставший третьей полнометражной цветной лентой производства Германии.
Дорогостоящая лента была создана в павильонах Бабельсберга венгерским режиссёром Йозефом фон Баки по заказу министра пропаганды Третьего рейха Йозефа Геббельса по случаю 25-летнего юбилея киностудии UFA. В основу сюжета положено сочинение Готфрида Августа Бюргера. Несмотря на действовавший запрет на профессию, сценаристом фильма выступил писатель Эрих Кестнер, которого указали под псевдонимом «Бертольд Бюргер» (в титрах самого фильма автор сценария не указан). В силу своего развлекательного характера в фильме отсутствуют какие-либо элементы пропаганды и негативные выпады в сторону России (тем более что знаменитый полёт Мюнхгаузена на ядре, согласно первоисточнику, был совершён именно на русской службе). Для фильма был собран звёздный состав. Главную роль исполнил Ханс Альберс.

## Сюжет
Фильм рассказывает историю барона Мюнхгаузена, частично основанную на литературном произведении. Вначале для зрителя история происходит в прошлом, на балу, пока в кадре не появляется выключатель света. Вскоре становится понятно, что действие разворачивается в 1940-х годах. Подвергнувшись преследованиям со стороны молодой женщины, барон просит её прийти на чай со своим женихом на следующий день и, в присутствии своей, гораздо более старшей жены, рассказывает им «подлинную историю» своего предка, знаменитого барона. Действие фильма переносится в XVIII век, где барон, сопровождаемый слугой Кристианом, по просьбе принца Брауншвейгского отправляется на службу в Россию к Екатерине Великой и запутывается там в интригах и любовных приключениях с царицей.
Барон предупреждает волшебника Калиостро о неминуемом аресте и получает от него вечную молодость. Царица назначает Мюнхгаузена командиром полка при осаде Очакова. Там он берёт на службу причудливого скорохода. Мюнхгаузен, случайно оседлав пушечное ядро, влетает на нём в крепость и попадает в плен. В Константинополе, в плену у султана, Мюнхгаузен снова встречает двух своих слуг — Кристиана и скорохода. С их помощью он выигрывает пари у султана, доставив в течение часа бутылку токайского вина со двора Марии Терезии в Вене.
Мюнхгаузен получает свободу, однако султан не сдерживает обещания освободить из гарема прекрасную итальянскую принцессу Изабеллу д'Эсте, и с помощью волшебного кольца невидимости, полученного от Калиостро, Мюнхгаузен делает это сам. С ней и своими слугами он прибывает на корабле в Венецию, где встречает стареющего Казанову. Там он вступает в конфликт с семьёй д'Эсте, которая хочет женить на Изабелле пожилого человека. В поединке с братом принцессы он унижает его, полностью лишая одежды шпагой. Мюнхгаузен и Кристиан совершают побег на воздушном шаре, который приносит их на Луну. В сюрреалистическом пейзаже они встречают лунного человека и его жену, а также других вырастающих в орехах людей, которые могут отделять свои головы от тела. Однако день на Луне равен году на Земле, из-за чего слуга Кристиан быстро стареет и умирает, превратившись в облако дыма. Однако вечно молодой барон возвращается на Землю.
Сюжет возвращается в настоящее время. Мюнхгаузен показывает молодой паре, что он не просто потомок знаменитого барона, а непосредственно герой рассказанной им истории. Молодые люди шокированы, тут же прощаются и уходят. После их ухода барон, измученный вечной молодостью, добровольно отказывается от дара Калиостро и мгновенно стареет. Теперь он может наслаждаться своим возрастом вместе с женой.

## В ролях
- Ханс Альберс — барон Мюнхгаузен
- Ганс Браузеветтер — барон фон Гартенфельд
- Марина фон Дитмар — Софи фон Ридезель
- Эндрюс Энгельман — князь Потёмкин
- Кете Хаак — баронесса Мюнхгаузен
- Бригитта Хорней — царица Екатерина II
- Фердинанд Мариан — граф Калиостро
- Лео Слезак — султан Абдул-Хамид I
- Франц Шафхайтлин — дож
- Николай Колин — великий визирь
- Бернхард Гёцке — Гатти
- Герман Шпельманс — Кристиан Кухенройтер, слуга Мюнхгаузена
- Ильза Фюрстенберг — жена Кухенройтера
- Вальдемар Лейтгеб — князь Григорий Орлов
- Густав Вальдау — Джакомо Казанова
- Антон Пойнтер — граф Кобенцль
- Леопольд фон Ледебур — канцлер Панин
- Арут Вартан — Емельян Пугачев
- Эдуард фон Винтерштайн — отец Мюнхгаузена
- Ильза Вернер — принцесса Изабелла д’Эсте
- Яспар фон Эрцен — граф С. Ланской